# Čtvrtá vláda Kazimierze Bartela
Čtvrtá vláda Kazimierze Bartela byla vládou Druhé Polské republiky pod vedením premiéra Kazimierze Bartela. Kabinet byl jmenován prezidentem Ignacym Mościckým 28. června 1928 po demisi předchozí Piłsudského vlády. Kabinet podal demisi 13. dubna 1929.
Změna v čele vlády byla jen formální. Bartel i tak řídil každodenní činnost předchozího kabinetu jako jeho místopředseda. Vláda odstoupila v důsledku aféry okolo ministra financí Gabriela Czechowicze. Opozice zjistila, že ministr v letech 1927–1928 věnoval ze státního rozpočtu 8 milionů zlotých na podporu volební kampaně prosanačního Nestranického bloku spolupráce s vládou, a prosadila v parlamentu jeho obžalobu u Státního tribunálu. Na znamení protestu proti rozhodnutí Sejmu Bartel oznámil, že má v úmyslu podat demisi, a prohlásil, že Czechowiczova aféra je "poškození parlamentarismu způsobené Sejmem". V čele vlády jej pak nahradil Kazimierz Świtalski, považovaný za příznivce nemilosrdné války s parlamentní opozicí.

## Složení vlády
| Portfej                                    | Ministr / člen vlády          | Strana    | Nástup do úřadu | Odchod z úřadu    |
| ------------------------------------------ | ----------------------------- | --------- | --------------- | ----------------- |
| Předseda vlády                             | Kazimierz Bartel              | BBWR      | 28. června 1928 | 13. dubna 1929    |
| Ministr vnitra                             | Felicjan Sławoj Składkowski   | nestraník | 28. června 1928 | 13. dubna 1929    |
| Ministr zahraničí                          | August Zaleski                | nestraník | 28. června 1928 | 13. dubna 1929    |
| Ministr vojenství                          | Józef Piłsudski               | nestraník | 28. června 1928 | 13. dubna 1929    |
| Ministr spravedlnosti                      | Aleksander Meysztowicz        | nestraník | 28. června 1928 | 22. prosince 1928 |
| Ministr spravedlnosti                      | Stanisław Car                 | BBWR      | 9. ledna 1927   | 27. června 1928   |
| Ministr náboženství a veřejného vzdělávání | Kazimierz Świtalski           | BBWR      | 28. června 1928 | 13. dubna 1929    |
| Ministr pokladu                            | Gabriel Czechowicz            | nestraník | 28. června 1928 | 8. února 1929     |
| Ministr pokladu                            | Tadeusz Grodyński (úřadující) | nestraník | 9. ledna 1927   | 27. června 1928   |
| Ministr průmyslu a obchodu                 | Eugeniusz Kwiatkowski         | nestraník | 28. června 1928 | 13. dubna 1929    |
| Ministr zemědělství                        | Karol Niezabytowski           | BBWR      | 28. června 1928 | 13. dubna 1929    |
| Ministr zemědělských reforem               | Witold Staniewicz             | BBWR      | 28. června 1928 | 13. dubna 1929    |
| Ministr veřejných prací                    | Jędrzej Moraczewski           | PPS-dFR   | 28. června 1928 | 13. dubna 1929    |
| Ministr práce a sociální péče              | Stanisław Jurkiewicz          | nestraník | 28. června 1928 | 13. dubna 1929    |
| Ministr komunikací                         | Alfons Kühn                   | BBWR      | 28. června 1928 | 13. dubna 1929    |
| Ministr pošt a telegrafů                   | Bogusław Miedziński           | BBWR      | 28. června 1928 | 13. dubna 1929    |